# Castellar del Riu
Castellar del Riu est une commune de la communauté de Catalogne en Espagne, située dans la Province de Barcelone. Elle appartient à la comarque de Berguedà.

## Politique et administration

### Jumelages
- Castellar del Vallès, Catalogne,  Espagne